# Cięciwokątomierz

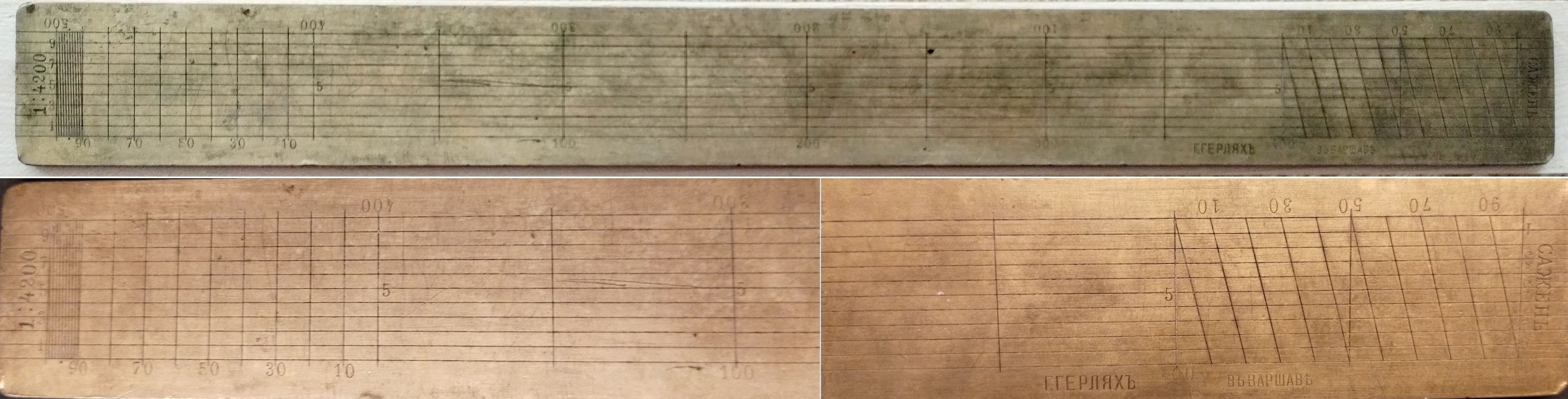
Cięciwokątomierz wyprodukowany przed 1918 rokiem w wytwórni instrumentów geodezyjnych i kreślarskich G.Gerlach w Warszawie

Cięciwokątomierz – przyrząd pomiarowy w formie metalowej (zwykle mosiężnej) lub wykonanej z tworzywa sztucznego linijki stosowany w topografii oraz w artylerii naziemnej do pomiaru i wykreślania kątów oraz odległości na mapie podczas wykonywania prac topograficznych i graficznego określania pozycji ogniowych
W Wojsku Polskim cięciwokątomierz wymieniany jest jako element wyposażenia m.in. oficerów i podoficerów wojsk lądowych.